# Julie Brown (actrice)
Pour les articles homonymes, voir Julie Brown et Brown.
Julie Brown est une actrice, scénariste, productrice et auteure-compositrice-interprète américaine, née le 31 août 1958 à Van Nuys en Californie.

## Filmographie

### Actrice

#### Cinéma
- 1980 : Ça va cogner : Candy
- 1981 : The Incredible Shrinking Woman : l'actrice de la publicité
- 1981 : Les Tueurs de l'éclipse : Beverly Brody
- 1985 : Police Academy 2 : Chloe
- 1988 : Objectif Terrienne : Candy
- 1990 : Futurama  (The Spirit of '76) : Mlle Liberty
- 1991 : Time Bomb : la serveuse au Al's Diner
- 1991 : Shakes the Clown : Judy
- 1991 : Dr. Demento 20th Anniversary Collection
- 1992 : Nervous Ticks : Nancy Rudman
- 1992 : Opposite Sex : Zoe
- 1995 : Dingo et Max : Lisa
- 1995 : The Greatest Treasure : Saleen
- 1995 : Clueless : Mlle Stoeger
- 1997 : Plump Fiction : Mimi Hungry
- 1999 : Animaniacs: Wakko's Wish : Minerva Mink
- 2000 : Daybreak, le métro de la mort : Connie Spheres
- 2002 : The Trip : la réceptionniste de l'OutLoud
- 2002 : Magic Baskets : la mère
- 2006 : Fat Rose and Squeaky : Squeaky
- 2007 : Boxboarders! : Anny Neptune
- 2015 : Deux mères pour la mariée : Peg
- 2015 : Dark Seduction : Tammy
- 2016 : Une belle fête de Noël : Katie

#### Télévision
- 1980 : Happy Days : Gloria (1 épisode)
- 1982 : Laverne et Shirley : Patti et la secrétaire (2 épisodes)
- 1983 : La Cinquième Victime : la journaliste
- 1983 : Buffalo Bill (1 épisode)
- 1983 : Les deux font la paire : Barbie (1 épisode)
- 1983 : The Jeffersons : Cherry (1 épisode)
- 1990 : Code Quantum : Bunny O'Hare et Thelma Lou Dickey (1 épisode)
- 1990 : Monsters : Wendy (1 épisode)
- 1991 : Tiny Toon Adventures : Julie Bruin (1 épisode)
- 1991 : Medusa: Dare to Be Truthful : Medusa
- 1992-1993 : Batman : Zatanna Zatara et Lily (2 épisodes)
- 1992-1993 : The Edge : plusieurs personnages (19 épisodes)
- 1993 : The Addams Family : la conseillère (1 épisode)
- 1993-1997 : Animaniacs : Minerva Mink (6 épisodes)
- 1994 : Aladdin : Saleen (2 épisodes)
- 1996 : Tracey Takes On... : Mme Heiner (1 épisode)
- 1996 : Couacs en vrac (1 épisode)
- 1996-1999 : Clueless : Millie Deimer (15 épisodes)
- 1997 : Murphy Brown : la secréataire (1 épisode)
- 1998 : Minus et Cortex : Minerva Mink et Danette Spoonabello (2 épisodes)
- 1999-2000 : The Woody Woodpecker Show : le juge et la cliente (4 épisodes)
- 2000 : Titi et Grosminet mènent l'enquête : le deuxième vétérinaire (1 épisode)
- 2000-2001 : Strip Mall : Tammi Tyler (21 épisodes)
- 2005 : Six Feet Under : Sissy Pasquese (1 épisode)
- 2008 : Les Experts : Connie Dellaquilla (1 épisode)
- 2008 : Camp Rock : Dee La Duke
- 2008 : Bienvenue à Paradise Falls : Mimi Van Lux (4 épisodes)
- 2008 : Les Sorciers de Waverly Place : Miss Marinovich (1 épisode)
- 2010 : Un amour plus que parfait : la wedding planner
- 2010-2016 : The Middle : Paula Norwood (12 épisodes)
- 2011 : Big Time Rush : Bruna (1 épisode)
- 2013 : Le père Noël prend sa retraite : Suzie
- 2016 : 100 choses à faire avant le lycée : Miss Claymore (1 épisode)
- 2018 :  Spirit : Au galop en toute liberté : Mme Hungerford (1 épisode)

### Scénariste
- 1980 : Olivia Newton-John: Hollywood Nights
- 1988 : Objectif Terrienne
- 1989 : Just Say Julie
- 1989 : Julie Brown: The Show
- 1990 : Code Quantum (1 épisode)
- 1991 : Medusa: Dare to Be Truthful
- 1991 : The Julie Show
- 1992-1993 : The Edge (20 épisodes)
- 1994 : Attack of the 5 Ft. 2 Women
- 1996-1999 : Cluless (8 épisodes)
- 1998 : Rude Awakening (1 épisode)
- 2004 : The Big House (1 épisode)
- 2008 : Camp Rock
- 2010 : Camp Rock 2 : Le Face à face
- 2011-2015 : Melissa et Joey (2 épisodes)
- 2013 : Gusty Frog
- 2015 : 100 choses à faire avant le lycée (2 épisodes)

### Productrice
- 1989 : Just Say Julie
- 1991 : Medusa: Dare to Be Truthful
- 1991 : The Julie Show
- 1992-1993 : The Edge (20 épisodes)
- 1996-1999 : Clueless (61 épisodes)
- 2000 : Strip Mall
- 2004 : The Big House (5 épisodes)
- 2015 : 100 choses à faire avant le lycée (1 épisode)